# Anni 1920
Gli anni 1920, comunemente chiamati anni Venti, sono il decennio che comprende gli anni dal 1920 al 1929 inclusi.
A volte chiamati anche anni Ruggenti.

## Eventi, invenzioni e scoperte

### 1920
- In Italia Giovanni Verga viene nominato senatore a vita.

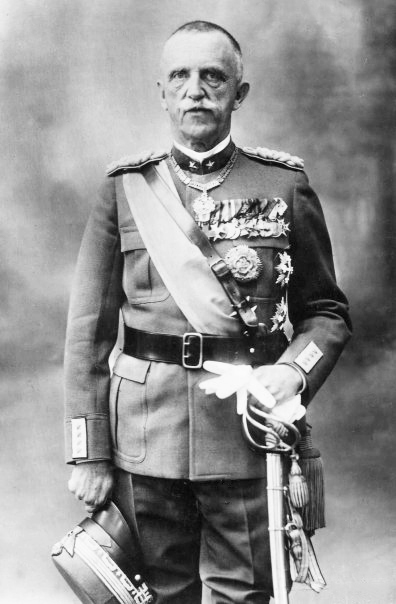
Vittorio Emanuele III negli anni '20

### 1921
- Nasce il Partito Comunista Cinese, tra i dirigenti Mao Tse-tung.
- Albert Einstein vince il Premio Nobel per la fisica «per i contributi alla fisica teorica, in particolare per la scoperta della legge dell'effetto fotoelettrico»

### 1922
- 28 e 29 ottobre: marcia su Roma dei fascisti. Benito Mussolini, esponente del fascismo, assume il potere come capo del governo italiano.

- 4 novembre: scoperta della tomba del faraone Tutankhamon da parte di Howard Carter.

### 1923
- Il 1º settembre un catastrofico terremoto seguito da un incendio distrugge Tokyo e Yokohama, causando quasi 100 000 vittime.
- Viene avviata la costruzione dell'Autostrada dei Laghi, la prima autostrada d'Italia, che collega Milano con le città di Como e Varese, e le zone del Lago di Como e del Lago Maggiore.

### 1924
- 27 agosto: nasce l'URI (Unione Radiofonica Italiana).
- 6 ottobre: prima trasmissione radiofonica in Italia
- Iosif Stalin diventa presidente dell'URSS dopo una lotta al potere con Trotskji.
- Primi esperimenti di Charles Birdseye sulla congelazione degli alimenti.
- Nasce la casa di moda Coco Chanel.

### 1925
- Adolf Hitler espone il suo programma politico nel libro Mein Kampf ("La mia battaglia").

### 1926
- Muore negli USA di peritonite l'attore di origine italiana Rodolfo Valentino, uno dei primi grandi divi hollywoodiani.

### 1927
- Charles Lindbergh compie la prima traversata dell'Atlantico da New York a Parigi a bordo dell'aereo Spirit of Saint Louis.
- Werner Heisenberg annuncia il principio di indeterminazione.
- A Roma, dalla fusione tra Alba Audace, Fortitudo Pro Roma e Roman, nasce l'Associazione Sportiva Roma

### 1928
- Domenica 18 novembre: Walt Disney presenta il suo primo cortometraggio di Topolino, intitolato Steamboat Willie.
- Richard Drew inventa il nastro adesivo.
- Alexander Fleming scopre la penicillina.
- Frank Whittle mette a punto il motore a reazione.
- La Kodak lancia le pellicole cinematografiche a colori.
- Parte il dirigibile Italia, progettato e guidato dall'ammiraglio Umberto Nobile.

### 1929
- Disastroso crollo della borsa di Wall Street, con relativa crescita della disoccupazione.
- 11 febbraio 1929: firma dei Patti Lateranensi, il concordato tra lo Stato della Chiesa (ora Città del Vaticano) e Stato italiano.

## Società
- È il decennio degli Anni ruggenti.
- Emancipazione femminile: inizia la moda della "Maschietta" (flapper); ragazze disinibite dai capelli corti affollano i locali da ballo.
- Crisi post-guerra in Germania: il marco si svaluta a tal punto che le banconote vengono usate come combustibile.
- Il Futurismo assume un carattere d'assoluta importanza negli anni venti, incoraggiando fortemente il progresso e la modernità. Esso si sviluppò poi nel Razionalismo.
- Inflazione negli USA.
- Nascono i primi voli per passeggeri.

## Cinema
- Nacque il cinema sonoro: nel 1927 Il cantante di jazz (The Jazz Singer) era il primo film parlato della storia. Nacquero i primi effetti speciali.
- Nacque Topolino – il suo debutto avvenne domenica 18 novembre 1928 al Colony Theatre di New York, nel cortometraggio Steamboat Willie.

## Musica
- Negli Stati Uniti comincia l'"età del jazz": nonostante il proibizionismo, i night club sono presi d'assalto da una popolazione in vena di baldorie.

## Radio e televisione
- Nel 1925 viene costruito il primo prototipo di apparecchio televisivo.

## Personaggi
- Frederick Banting
- Charles Bukowski
- Alexander Fleming
- Piero Gobetti
- Lenin
- Charles Lindbergh
- Guglielmo Marconi
- Giacomo Matteotti
- Benito Mussolini
- Iosif Stalin
- Chiang Kai-shek
- Albert Einstein
- Charlie Chaplin
- Walt Disney